# شكلياء التربة

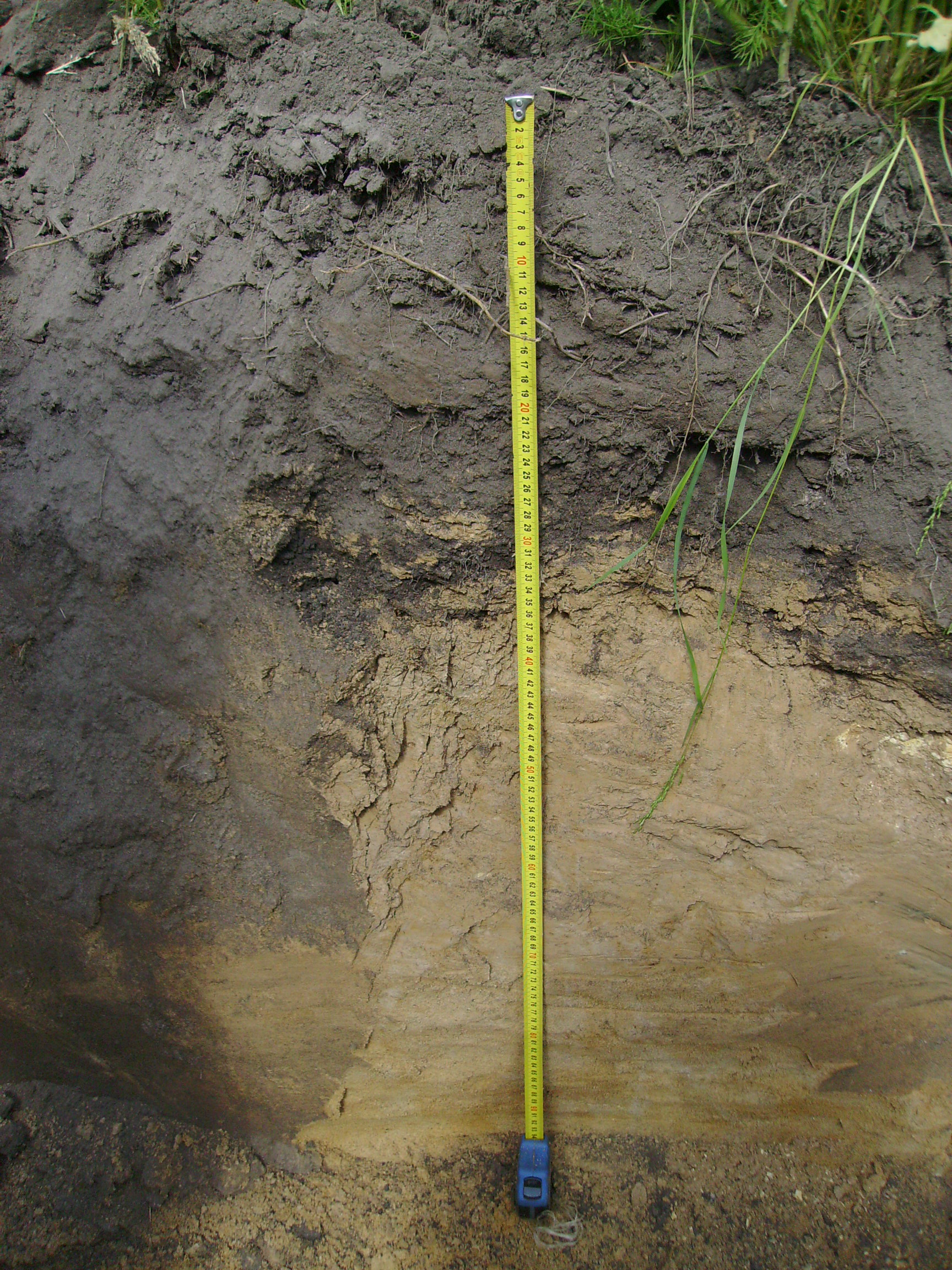

شكلياء التربة (بالإنجليزية: Soil morphology)‏ هي الصفات الملحوظة للتربة ضمن الآفاق الترابية المختلفة ووصف نوعية وترتيب هذه الآفاق. س.ف. ماربوت دافع كان من دعاة الاعتماد على شكلياء التربة بدلا من نظريات تكون التربة لتصنيف التربة لأن نظريات تكون التربة هي على حد سواء سريعة الزوال ودينامية. وتشمل السمات الملحوظة الموصوفة عادة في هذا المجال تكوين التربة وتركيبة التربة وبنية التربة ولون التربة الأساسية وخصائص مثل القشور وتوزيع الجذور والمسام والأدلة على المواد المنقولة مثل الكربونات والحديد والمنغنيز والكربون والصلصال واتساق التربة.